# Barraca del camí del Corral del Fortuny XXIII
La Barraca del camí del Corral del Fortuny XXIII és una obra del Pla de Santa Maria (Alt Camp) inclosa a l'Inventari del Patrimoni Arquitectònic de Catalunya.

## Descripció
És una barraca rectangular de cantoneres arrodonides, cornisa horitzontal amb pedres col·locades al rastell i coberta de pedruscall, el seu portal és capçat amb una llinda i orientat al sud-oest. La seva planta interior és rectangular i mesura 2'50m de fondària i 2'14m d'amplada. A més, està coberta amb una falsa cúpula que tanca a 2'80m d'alçada màxima. Com a elements funcionals hi ha una menjadora, un cocó i una fornícula. A l'exterior i a la seva esquerra hi ha un paravents amb una menjadora i a la part posterior una cisterna associada.